# Luigi Ferrero
Luigi Ferrero (Torino, 26 febbraio 1904 – Torino, 29 ottobre 1984) è stato un allenatore di calcio e calciatore italiano, di ruolo attaccante.

## Carriera

### Giocatore
Già nelle giovanili della Juventus, esordisce in campionato con la maglia bianconera a Livorno il 19 marzo 1922 contro i labronici. Anche se è considerato una riserva, nel ruolo di ala gioca con i bianconeri fino al 1925.
Dopo un anno in Prima Divisione nella Lucchese 1905 
passa agli arancioni di Pistoia, dove rimane per un triennio.
Nel 1930 torna in Serie A vestendo la maglia nerazzurra dell'Ambrosiana Inter campione d'Italia di Giuseppe Meazza e dopo due stagioni viene ceduto al Bari: con lui i pugliesi scendono in B. Resta legato ai galletti biancorossi per un lustro conquistando la promozione nel 1934-1935.
Chiude, infine, con il calcio giocato tornando a Torino stavolta nella sponda granata dove gioca fino al 1940.

### Allenatore
Intraprende subito la carriera di allenatore e nel 1940-1941 allena il Bari insieme al direttore tecnico Raffaele Costantino. I biancorossi, che avevano attuato ben tre cambi di panchina nella stagione precedente, chiuderanno il campionato all'ultimo posto.
Per un biennio, prima della guerra, allena il Pescara.
Nel dopoguerra Ferruccio Novo lo chiama nella sua Torino ad allenare i granata. La squadra è quella del Grande Torino con cui vince due scudetti. Nel 1947 accetta di allenare la Fiorentina che si è salvata per il rotto della cuffia e lascia il Torino nelle mani di Mario Sperone. Siede sulla panchina per quattro anni riportando i gigliati nelle parti alte della classifica, nel 1958 chiamato dalla squadra toscana al posto di Fulvio Bernardini, perse la finale di Coppa Italia.
Nel 1951-1952 prova a salvare dalla Serie B, senza riuscirci, la Lucchese, venendo sostituito. Rimane comunque su una panchina di Serie A allenando l'Atalanta per due stagioni.
Chiamato da un altro torinese, Roberto Copernico, arriva a Roma. I due piemontesi prendono in mano la Lazio nella stagione 1955-1956 (Copernico già da un anno era alla guida della squadra biancoceleste). Non finiscono la stagione. L'ultimo incontro sulla panchina delle Aquile risale all'8 gennaio 1956 (Lazio-Pro Patria 2-0) in coppia con l'inglese Jesse Carver, che sostituì la coppia dimissionaria Copernico-Ferrero guidando la Lazio al terzo posto in campionato.
La stagione dopo approdò alla guida del Football Club Internazionale Milano, ma venne sostituito da Annibale Frossi (il direttore tecnico che lo affiancava sulla panchina nerazzurra) dopo 25 giornate.
Nel 1960 viene chiamato da Paolo Mazza ad allenare la sua SPAL e resterà un anno con i biancoazzurri dove fece esordire Osvaldo Riva e Francesco Scaratti. Lanciò inoltre definitivamente Sergio Carpanesi e Romano Taccola. Successivamente allenerà il Prato in Serie B e nel 1968 ricoprirà il ruolo di direttore tecnico della Fiorentina, affiancato dall'allenatore Andrea Bassi.
È sepolto nel Cimitero monumentale di Torino.

## Palmarès

### Club

#### Competizioni nazionali
- Serie B: 1

Bari: 1934-1935

### Allenatore

#### Competizioni nazionali
- Campionato italiano: 2

Torino: 1945-1946, 1946-1947